# Beltingham
Beltingham – wieś w Anglii, w hrabstwie Northumberland. Leży 47 km na zachód od miasta Newcastle upon Tyne i 412 km na północ od Londynu.